# Celso Ayala
Pour les articles homonymes, voir Ayala.
Celso Ayala (nom complet : Celso Rafael Ayala Gavilán), né le 20 août 1970 à Asuncion, est un footballeur paraguayen.
Avec Carlos Gamarra, il forme une défense centrale de fer de l'équipe du Paraguay lors du Mondial 98 où les Paraguayens sont éliminés en huitièmes de finale par les Bleus à Lens (1-0).

## Clubs
- 1990-1994 :  Club Olimpia
- 1994 :  Rosario Central
- 1995-1998 :  River Plate
- 1998- (déc) 1999 :  Betis Séville
- (déc) 1999-2000 :  Atlético Madrid
- 2000 :  São Paulo FC
- 2001-2005 :  River Plate
- 2006 :  Colo Colo

## Statistiques

### En sélection nationale
| Saison                | Sélection             | Phases finales        | Phases finales | Phases finales | Phases finales | Éliminatoires CDM | Éliminatoires CDM | Éliminatoires CDM | Matchs amicaux | Matchs amicaux | Matchs amicaux | Total | Total | Total |
| Saison                | Sélection             | Compétition           | M              | B              | Pd             | M                 | B                 | Pd                | M              | B              | Pd             | M     | B     | Pd    |
| --------------------- | --------------------- | --------------------- | -------------- | -------------- | -------------- | ----------------- | ----------------- | ----------------- | -------------- | -------------- | -------------- | ----- | ----- | ----- |
| 1992-1993             | Paraguay              | Copa América 1993     | 4              | 0              | 0              | -                 | -                 | -                 | 4              | 0              | 0              | 8     | 0     | 0     |
| 1993-1994             | Paraguay              | -                     | -              | -              | -              | 5                 | 0                 | 0                 | -              | -              | -              | 5     | 0     | 0     |
| 1994-1995             | Paraguay              | Copa América 1995     | 4              | 0              | 0              | -                 | -                 | -                 | 4              | 0              | 0              | 8     | 0     | 0     |
| 1995-1996             | Paraguay              | -                     | -              | -              | -              | 2                 | 0                 | 0                 | 1              | 1              | 0              | 3     | 1     | 0     |
| 1996-1997             | Paraguay              | Copa América 1997     | 2              | 0              | 0              | 9                 | 0                 | 0                 | -              | -              | -              | 11    | 0     | 0     |
| 1997-1998             | Paraguay              | Coupe du monde 1998   | 4              | 1              | 0              | 3                 | 0                 | 0                 | 6              | 2              | 0              | 13    | 3     | 0     |
| 1998-1999             | Paraguay              | Copa América 1999     | 2              | 0              | 0              | -                 | -                 | -                 | 2              | 1              | 0              | 4     | 1     | 0     |
| 1999-2000             | Paraguay              | -                     | -              | -              | -              | 6                 | 1                 | 0                 | 4              | 0              | 0              | 10    | 1     | 0     |
| 2000-2001             | Paraguay              | Copa América 2001     | -              | -              | -              | 7                 | 0                 | 0                 | -              | -              | -              | 7     | 0     | 0     |
| 2001-2002             | Paraguay              | Coupe du monde 2002   | 4              | 0              | 0              | 3                 | 0                 | 0                 | 4              | 0              | 0              | 11    | 0     | 0     |
| 2002-2003             | Paraguay              | -                     | -              | -              | -              | -                 | -                 | -                 | 5              | 0              | 0              | 5     | 0     | 0     |
| Total sur la carrière | Total sur la carrière | Total sur la carrière | 20             | 1              | 0              | 35                | 1                 | 0                 | 30             | 4              | 0              | 85    | 6     | 0     |

## Palmarès
- 1992 : Champion d'Amérique du Sud des moins de 23 ans avec le Paraguay
- 1993 : Champion du Paraguay avec Olimpia
- 1996 : Vainqueur de la Copa Libertadores avec River Plate
- 1997 : Vainqueur de la Supercopa Sudamericana avec River Plate